# Oakesdale
Oakesdale est une ville située dans le comté de Whitman dans l’État de Washington, aux États-Unis. Sa population s’élevait à 422 habitants lors du recensement de 2010, estimée à 435 habitants en 2016.

## Histoire
Le premier habitant fut James McCoy en 1876. La localité a été nommée d’après Thomas F. Oakes, un responsable du chemin de fer . Oakesdale a été incorporée en 1890.